# Nephrotoma angustistria
Nephrotoma angustistria is een tweevleugelige uit de familie langpootmuggen (Tipulidae). De soort komt voor in het Palearctisch gebied.